# Капустинський Василь-Яків Григорович

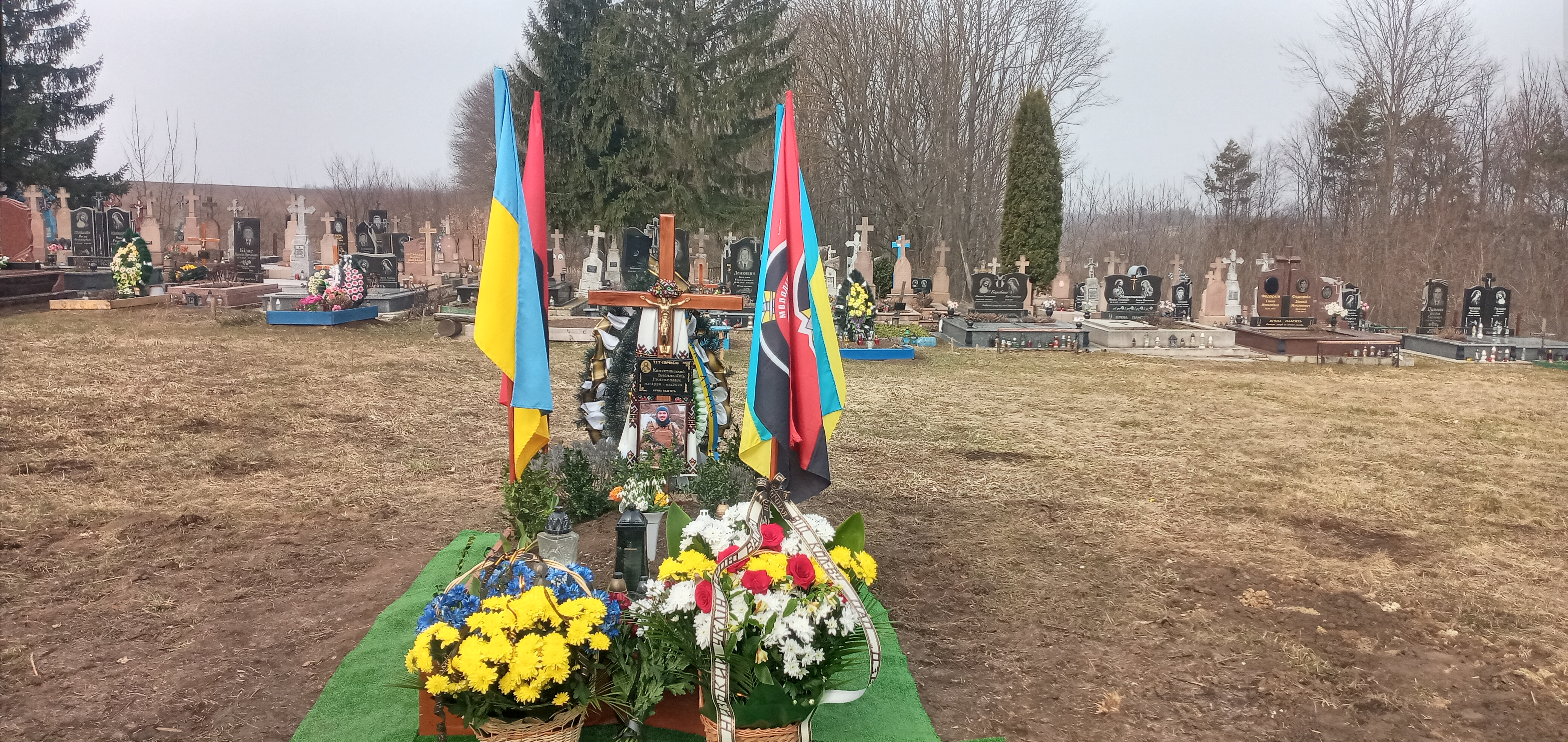
Могила Василя Капустинського

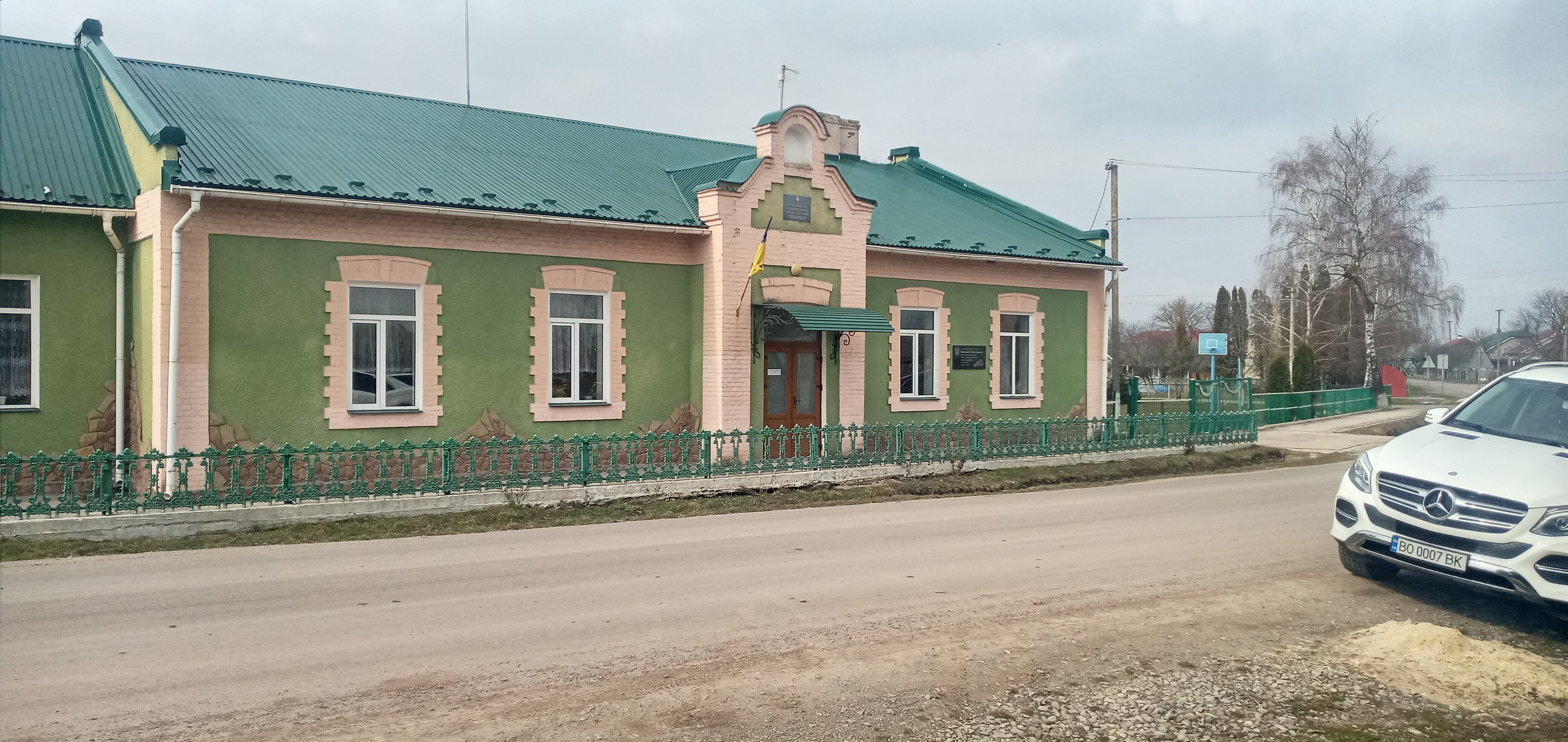
Приміщення Ридодубівської школи

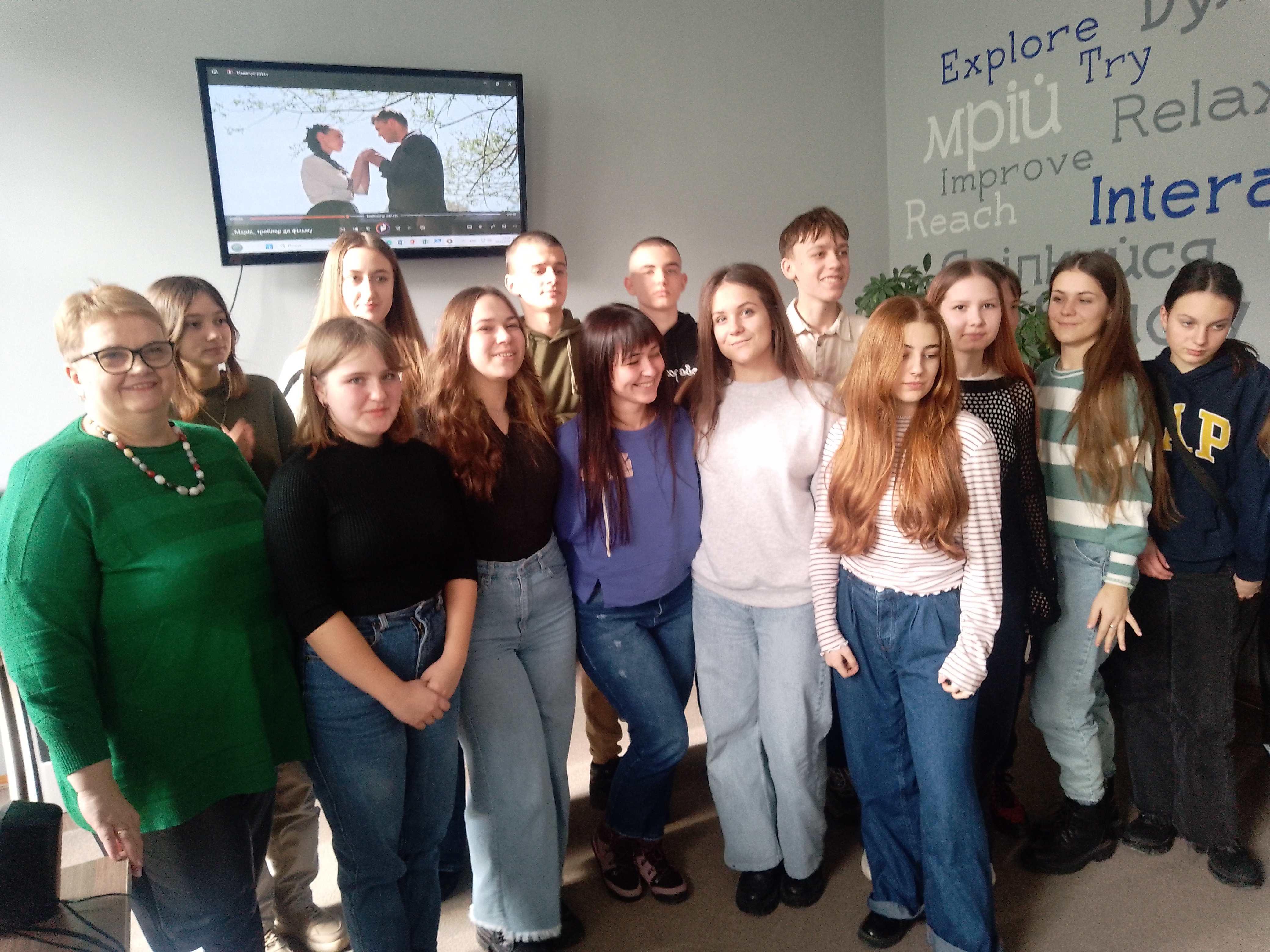
Учасники заходу пам'яті Дарки Гусяк та Василя Капустинського під час кіномарафону "Синьо-жовта стрічка"

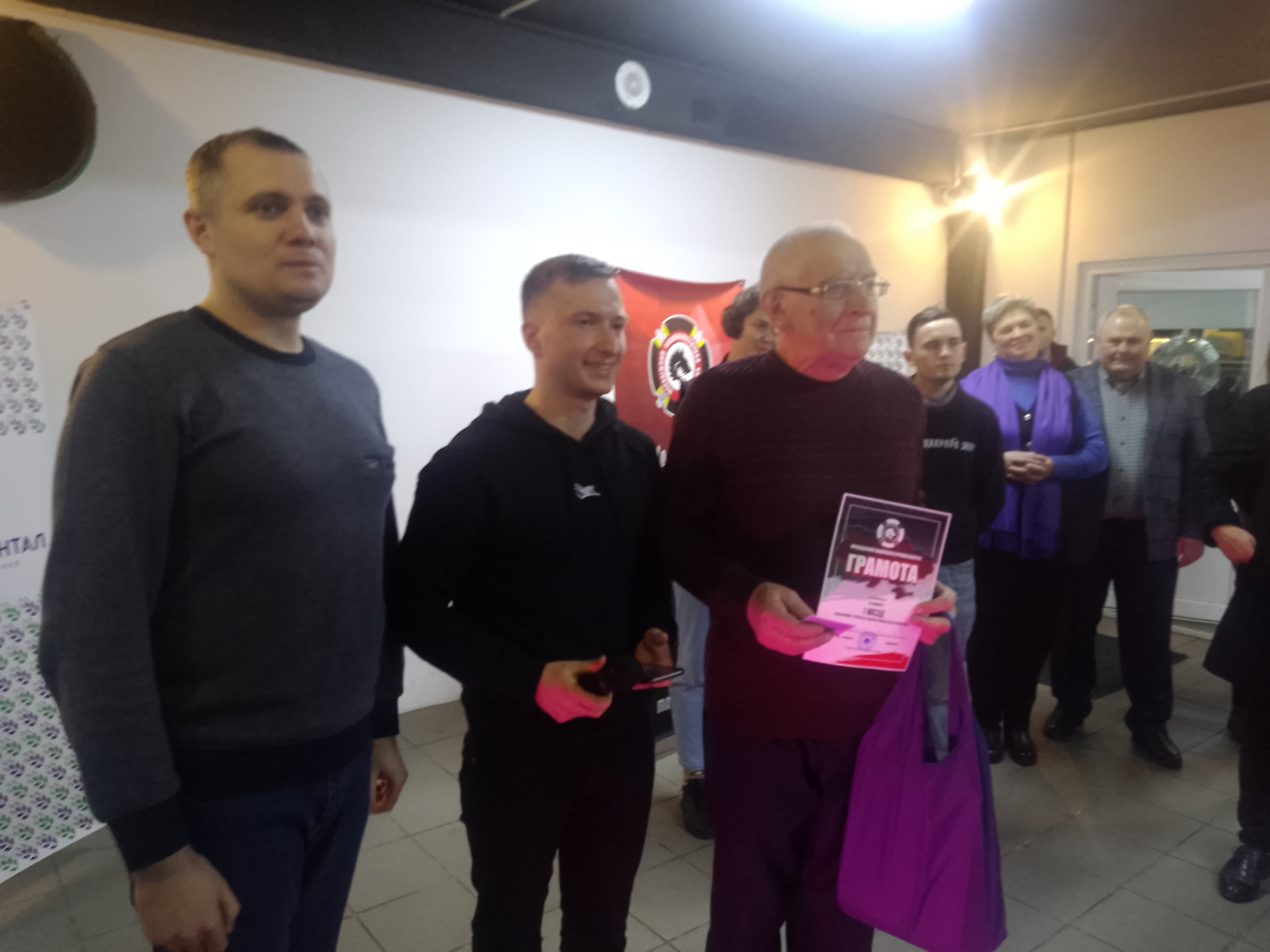
Вручення призу переможцю шахового турніру пам'яті Василя-Якова Капустинського Василю Деременді

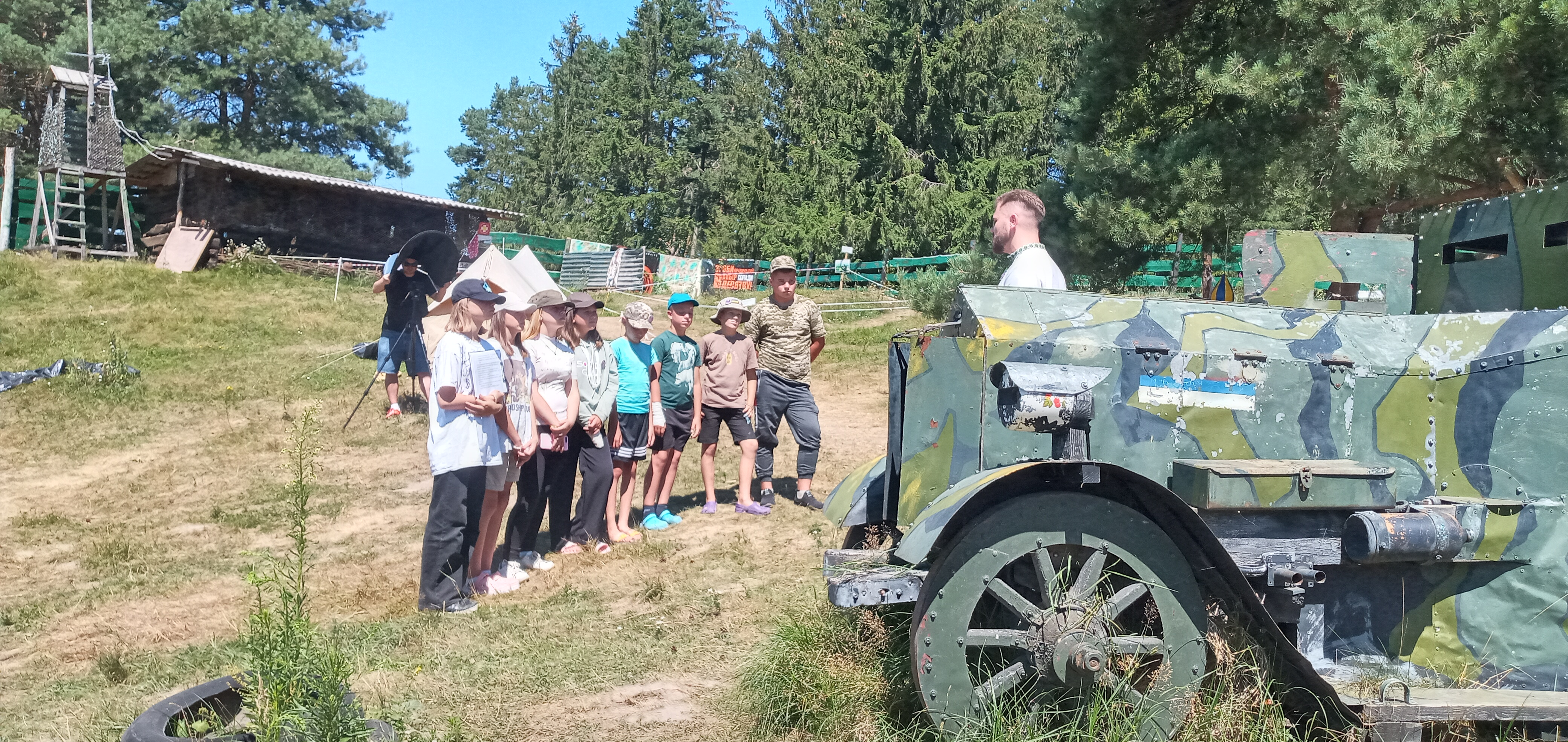
Василь-Яків Капустинський на зйомках циклу "Знання під час війни"

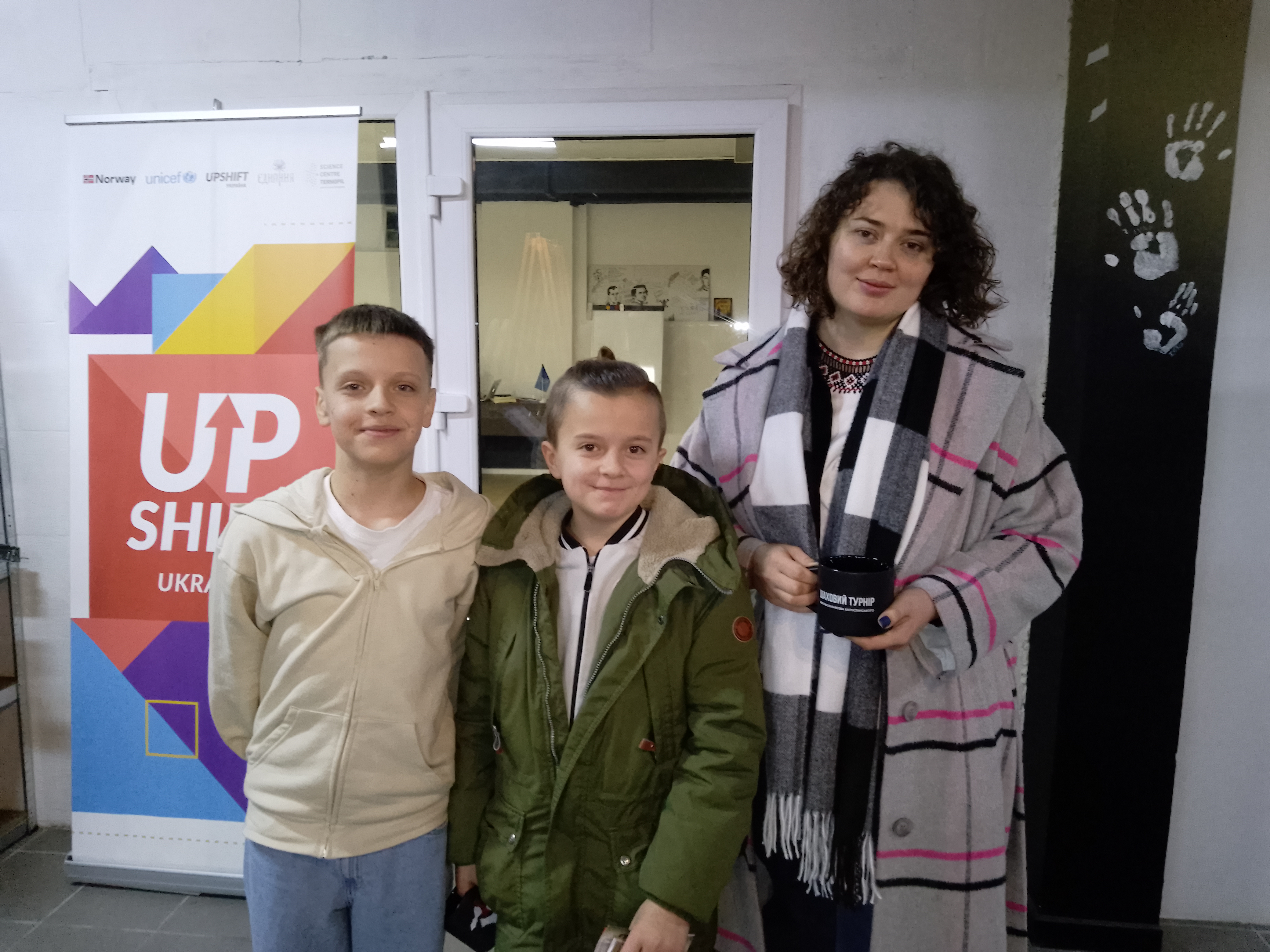
Олеся Капустинська з учасниками шахового турніру пам'яті Василя-Якова Капустинського

Василь-Яків Григорович Капустинський (позивні «друг "Яків"», «Мармус»; 1 січня 1998, с. Білий Потік, Тернопільська область — 2 лютого 2023, м. Кремінна, Луганська область) — український громадський активіст, актор, військовослужбовець 95 ОДШБр Збройних сил України, учасник російсько-української війни. Кавалер ордена «За мужність» III ступеня (2023, посмертно), почесний громадянин міста Тернополя (2023, посмертно).
Член Організації українських націоналістів (б), Молодіжного націоналістичного конгресу, організації «Пласт», Тернопільської кінокомісії (2021).

## Життєпис
Василь-Яків Капустинський народився 1 січня 1998 року в селі Білий Потік, нині Білобожницької громади Чортківського району Тернопільської области України.
Навчався у Ридодубівській ЗОШ І-ІІ ступенів, Чортківському фаховому коледжі економіки та підприємництва, був головою студради коледжу. Брав участь у виставах народного аматорського театру ім. Панаса Карабіневича. Продовжив навчання на соціально-гуманітарному факультеті Західноукраїнського національного університету (2022)., отримавши диплом бакалавра за спеціальністю «Менеджмент соціокультурної діяльності», закінчив магістратуру за спеціальністю «Соціальна робота та соціальна політика» (2022). Був членом студентської ради, неодноразово виступав у головній ролі в університетських виставах.
Працював менеджером із корпоративної соціальної відповідальності в компанії «Контінентал Фармерз Груп»(2019—2022)., де займався реалізацією соціальних, спортивних та молодіжних проєктів на заході України. Два роки поспіль координував проєкт «Розумний город», який вчив дітей вирощуванню овочів та лікарських трав. Популяризував та розвивав кооперацію дрібних домогосподарств по вирощуванню лікарських трав, проводив тематичні семінари та організовував навчальні поїздки для зацікавлених у цій галузі. Працював над створенням робочих місць у селах та сприяв розвитку самозайнятого середнього класу в Україні. Планував створити цех із сушіння та фасування лікарських трав та ягід. Брав участь у втіленні міжнародних грантових проєктів під керівництвом «Тернопільської аграрної дорадчої служби» та КО СОК «Файні Ґазди».
Знімався у фільмі «Марія» (2021), циклі просвітницьких передач "Знання під час війни" та став автором низки публікацій в збірниках та ЗМІ.
Актор театральних проєктів юридичного факультету ЗУНУ, де Василь зіграв головні ролі у виставах «Сватання на Гончарівці» (Олексій), «Кайдашева сім'я» (старший син Карпа), «Ніч на полонині» (старий вівчар).

### Громадська діяльність
У 2017 році долучився до Молодіжного націоналістичного конгресу. 2019 року став дійсним членом МНК та обіймав посаду Голови секретаріату тернопільського осередку, а вже у 2021 році став головою Тернопільського осередку та був обраний до складу Центрального проводу МНК. Був комендантом вишкільного табору «Лисоня ім. Івана Гавдиди» та курінним всеукраїнської теренової гри «Гурби-Антонівці».
Співорганізатором ряду таборів, вишколів, змагань «Легенда УПА», серії ідеологічних лекцій, кінопоказів, просвітницької місії «Повстанський Вертеп на Сході», проводив показ виставки «УПА — армія Нескорених» та «Два століття одна війна» до річниці створення УПА, акцію вшанування жертв Голодомору «Зупинись, щоб вшанувати!», «Пам'ятаймо про Крути!», заходів з нагоди «Дня Героя» та вшанування інших славетних дат.
Як голова Тернопільського обласного осередку Молодіжного націоналістичного конгресу організовував патріотичні вишкільні табори «Відвага», «Повстанська Ватра», екстремальну мандрівку «Заповіт», освітні семінари «Курс вільних людей», «Школа українського лицаря», в яких взяли участь сотні молодих хлопців та дівчат з усіх куточків України і згодом долучилися до громадського життя.
Активна діяльність в осередку не завадила йому активно проводити роботу з молоддю в інших регіонах, тож допомагав розвивати осередок МНК в Дніпрі та зголосився до Пласту у 2020 році. Там він пройшов КВДЧ, долучився до Чортківської станиці та планував розвивати пластовий осередок в Білобожницькій громаді, звідки родом.
Долучався до організації різноманітних заходів: від ідеологічних семінарів та форумів до вишкільних таборів. Так у 2019 році він організував конкурс студентських та учнівських робіт (есе) «Viribus unitis» до 100-Ї річниці Дня Соборності України. Долучався до обласного «рейду» НеЛекцій — серії просвітницьких гутірок в школах Тернопільської області. Також був співорганізатором Всеукраїнського форуму «Молодь OFFLINE» 2020 та студентського Дебатного турніру.
Активно займався спортом, зокрема шахами, боксом, футболом, волейболом, бігом, пішохідним туризмом. Долучався до різного роду змагів, зокрема був багаторазовим учасником спортивних змагань між організаціями Тернополя «Кубок Шухевича». Особливу увагу приділяв мандрівництву, тож сам кілька років поспіль долучався як учасник, а згодом як організатор, до зимових змагань з мандрівництва «Снігохід». Брав участь у різних пластових заходах Тернопільської округи, зокрема «Листопадовий Зрив» в Козовій та Бучачі, втілив проєкт «Великодня Веселка» в Чорткові.
Активний учасник та співорганізатор ряду громадсько-політичних кампаній та акцій: «Медведчук — під арешт! Стус чекає!», «Стоп реванш», «Стоп Шкарлет», «Рух опору капітуляції», «Вільний вибір». Взяв участь в моніторингу ватного проросійського заходу «Студреспубліка», де викрив участь в ньому проросійських спікерів, які насаджували серед молоді «русскій мір», а також факт розкрадання бюджетних коштів.
Як вихідець з Чортківщини, намагався популяризувати свій рідний край, зокрема долучився до організації патріотичного фестивалю «Чортківська офензива-2019», «Кіномарафону нескорених націй», КВЛу.

### Російсько-українська війна
З початком повномасштабного російського вторгнення в Україну 2022 року активно долучився у волонтерську діяльність та з першого дня не полишав спроб мобілізуватися до війська для захисту нашої держави. Проте, у зв'язку із тим, що навчався і був призовного віку, не міг бути мобілізованим. Тому самостійно пішов у місцевий РТЦК та СП, де зголосився на контрактну службу у Збройних силах України.
Після проходження базової підготовки був направлений у 95-ту окрему десантно-штурмову бригаду, яка перебувала на Лиманському напрямку. Службу проходив на посаді стрільця-помічника гранатометника, проте навіть в умовах війська проявляв лідерські якості та виконував функції командира групи при виконанні бойових завдань. Загинув 2 лютого 2023 року в місті Кремінна на Луганщині.
Похований 8 лютого 2023 року в родинному селі.

## Нагороди
- орден «За мужність» III ступеня (10 листопада 2023, посмертно) — за особисту мужність, виявлену у захисті державного суверенітету та територіальної цілісності України, самовіддане виконання військового обов'язку[19];
- почесний громадянин міста Тернополя (28 квітня 2023, посмертно) — за вагомий особистий вклад у становленні української державності та особисту мужність і героїзм у виявленні у захисті державного суверенітету та територіальної цілісності України[20].

## Вшанування пам'яті
28 жовтня 2023 року під час шостого фестивалю кіно та дерев «Сад пам'яті» у селі Бережниця Верховинського району Василем Ханасом було посаджено іменний дуб на честь Василя-Якова Капустинського.
02 лютого 2024 року під час кіномарафону "Синьо-жовта стрічка" відбулося вшанування пам'яті Дарки Гусяк та Василя Капустинського.
04 лютого 2024 року відбувся шаховий турнір на честь загиблого героя.
07 лютого 2024 року відеоматеріали за участю Василя-Якова були продемонстровані під час кіномарафону "Синьо-жовта стрічка" у Білобожниці.
02 лютого 2025 року відбувся II шаховий турнір на честь Василя.